# Dansere
Dansere från 1976 är det andra av två musikalbum med Jan Garbarek–Bobo Stenson Quartet.

## Låtlista
Låtarna är skrivna av Jan Garbarek om inget annat anges.
1. Dansere – 15:03
2. Svevende – 4:58
3. Bris – 6:11
4. Skrik & Hyl (trad) – 1:30
5. Lokk (etter Thorvald Tronsgard) – 5:39
6. Til Vennene – 4:47

## Medverkande
- Jan Garbarek – saxofoner, arrangemang
- Bobo Stenson – piano
- Palle Danielsson – bas
- Jon Christensen – trummor